# Dash & Lily
Dash & Lily è una serie televisiva statunitense in 8 episodi del 2020, ideata da Joe Tracz e basata sul primo romanzo della trilogia per ragazzi Dash & Lily's Book of Dares scritta da Rachel Cohn e David Levithan.
La serie è stata interamente pubblicata su Netflix il 10 novembre 2020. Nell'ottobre 2021 è stata ufficialmente cancellata dopo una sola stagione.

## Trama
Durante le vacanze natalizie, due adolescenti di New York di nome Dash e Lily entrano in contatto grazie a quaderno rosso che la ragazza ha lasciato volontariamente tra gli scaffali di una libreria. Quando Dash lo trova, iniziano una serie di sfide che i due si lanciano a vicenda e che, dopo una serie di peripezie, sfociano in una relazione amorosa.

## Personaggi e interpreti
- Dash, interpretato da Austin Abrams, doppiato da Andrea Di Maggio: è un adolescente che odia il Natale.
- Lily, interpretata da Midori Francis, doppiata da Agnese Marteddu: è un'adolescente che vuole trovare l'amore.
- Boomer, interpretato da Dante Brown, doppiato da Mirko Cannella: è il migliore amico di Dash e lavora in una pizzeria.
- Langston, interpretato da Troy Iwata, doppiato da Alessandro Campaiola: è il fratello maggiore di Lily.

## Riconoscimenti
- 2021 – Daytime Emmy Awards[4][5]
  - Miglior trucco
  - Miglior attrice non protagonista
  - Miglior sceneggiatura
  - Candidatura per la miglior attrice protagonista
  - Candidatura per la miglior colonna sonora
  - Candidatura per il miglior casting
  - Candidatura per la miglior serie per ragazzi
  - Candidatura per la miglior scenografia
  - Candidatura per la miglior direzione di gruppo
  - Candidatura per la miglior fotografia
  - Candidatura per le migliori acconciature
  - Candidatura per i migliori costumi